# Wanowo
Wanowo (też Wornowo; niem. Fahnen See, Fahnow See) – jezioro w Polsce, położone w województwie zachodniopomorskim, w powiecie drawskim, w gminie Drawsko Pomorskie.
Akwen leży na Pojezierzu Drawskim, pomiędzy miejscowościami Borne i Dołgie.